# Allée couverte de Trélan
L'allée couverte de Trélan est une allée couverte située à Saint-Marcel, dans le Morbihan en France.

## Historique
Selon L. Marsille, le monument aurait été endommagé par le prélèvement de pierres lors de la construction du barrage du moulin de la Née, distant de 1,5 km. Le dolmen est classé au titre des monuments historiques par décret du 10 février 1964.

## Description
L'allée couverte a été construite avec des blocs de schiste, alors que le substrat rocheux local est constitué de poudingue, ce qui implique un transport sur environ 200 m depuis le site d'extraction le plus proche. L'allée mesure 18 m de longueur pour une largeur moyenne de 1,5 m et une hauteur estimée de 1,2 m. Elle est délimitée par seize orthostates, seuls ceux du côté ouest étant demeurés en place, côté est ils ont disparu ou sont renversés vers l'intérieur de l'allée. Les orthostates du côté ouest se chevauchent. L'allée est orientée nord-sud, avec une ouverture au sud. Le côté nord est fermé par une dalle de chevet assez monumentale. Deux tables de couverture sont demeurées en place. Le tumulus était délimité par de petites dalles en schiste dont certaines sont encore visibles.